# إيفا إسانتا
إيفا إسانتا (بالإسبانية: Eva Isanta)‏ هي ممثلة إسبانية، ولدت يوم 19 يونيو 1971 في سبتة في إسبانيا.

## روابط خارجية
- إيفا إسانتا على موقع IMDb (الإنجليزية)
- إيفا إسانتا على موقع ألو سيني (الفرنسية)
- إيفا إسانتا على موقع قاعدة بيانات الفيلم (الإنجليزية)
- إيفا إسانتا على موقع كينوبويسك (الروسية)